# Herb Piekoszowa
Herb Piekoszowa – jeden z symboli miasta i gminy Piekoszów, ustanowiony 22 grudnia 2000.

## Wygląd i symbolika
Herb przedstawia na tarczy dzielonej w krzyż: na białym polu postać Matki Bożej Miłosierdzia z Dzieciątkiem (z piekoszowskiego obrazu), na czerwonych polach herby: Odrowąż i Tarłów herbu Topór, natomiast w niebieskim polu herb powiatu kieleckiego. 